# 暖色濾鏡
暖色濾鏡是摄影滤光镜的一種，可以在攝影時調整膚色，並且吸收因為闪光灯或是戶外遮陽而造成的偏藍色光線。暖色濾鏡會使膚色不會蒼白，變得溫暖，若是彩色的肖像攝影，暖色濾鏡可以暖化皮肤色调，使五官變得柔和。
一般而言，暖色濾鏡可以抑制陰天下的色調藍偏，或是藍天在物體上反射產生的顏色。